# Statistica
Statistica − pakiet oprogramowania do zaawansowanej analizy danych, oryginalnie opracowany przez StatSoft Inc. Obecnie właścicielem i producentem Statistica jest TIBCO Software Inc. Pakiet jest dostępny w polskiej wersji językowej.

## Opis ogólny
Statistica stanowi platformę do wykonywania zaawansowanej analizy danych. Zawiera ona zestaw własnych procedur:
- klasycznej statystyki,
- zarządzania danymi,
- wizualizacji danych,
- eksploracji danych (ang. data mining) oraz
- uczenia maszynowego (ang. machine learning).

Platforma Statistica umożliwia integrowanie i zarządzanie różnorodnymi procedurami analitycznymi, nie tylko pochodzącymi z własnej biblioteki, ale również GNU R, Python, Spark i H2O.
Częścią platformy są również narzędzia do wdrażania modeli. W szczególności modele Statistica można wywoływać za pomocą SOAP, a także zapisywać je w postaci kodu, m.in. PMML, C#, Java.

## Historia
Statistica wywodzi się z zestawu pakietów oprogramowania i dodatków, które zostały pierwotnie opracowane w połowie lat 80. przez StatSoft. Po wydaniu w 1986 r. kompletnego systemu statystycznego (CSS) i wydaniu Macintosh Statistical System (MacSS) z 1988 r., pierwsza wersja DOS została wydana w 1991 r. W 1992 r. ukazała się wersja Statistica dla komputerów Macintosh.
Program Statistica 5.0 został wydany w 1995 roku. Pracował zarówno na nowym 32-bitowym systemie Windows 95/NT, jak i starszej wersji systemu Windows (3.1). Zawierał wiele nowych statystyk i procedur graficznych, edytor wyjściowy w stylu edytora tekstu (łączący tabele i wykresy) oraz wbudowane środowisko programistyczne, które umożliwiało użytkownikowi łatwe projektowanie nowych procedur (np. za pomocą dołączonego języka Statistica Basic), a następnie integrowanie ich z systemem Statistica.
Statistica 5.1 została wydana w 1996 roku, następnie wydano Statistica CA '97 i Statistica '98.
Wydana w 2001 r. Statistica 6 została oparta na architekturze COM i obejmowała wielowątkowość i obsługę przetwarzania rozproszonego.
Statistica 9 wydana w 2009 roku obsługiwała komputery 32-bitowe i 64-bitowe.
Statistica 10 została wydana w listopadzie 2010 roku. Ta wersja zawiera kolejne optymalizacje wydajności dla 64-bitowej architektury procesora, a także wielowątkowe technologie, integrację z Microsoft Sharepoint, Microsoft Office 2010 i innymi aplikacjami, możliwość generowania kodu Java i C# oraz inne ulepszenia GUI i jądra systemu (core).
Program Statistica 12 został wydany w kwietniu 2013 roku i zawiera nowy GUI, ulepszenia wydajności podczas pracy z dużymi ilościami danych, nowy wizualny analityczny obszar roboczy, nowe narzędzie zapytań do bazy danych oraz kilka ulepszeń analitycznych.
Statistica w wersji 13.3 została wydana w grudniu 2017 r. W wersji 13 udoskonalono przestrzeń roboczą (m.in. poszerzając listę dostępnych ustawień), wprowadzono współpracę z językiem Python oraz regresję LASSO i metodę Alternating Least Squares.
Zlokalizowane wersje Statistica (cała rodzina produktów) są dostępne w językach: angielskim, chińskim, czeskim, francuskim, hiszpańskim, japońskim, niemieckim, polskim, rosyjskim i włoskim. Dokumentacja jest dostępna w językach: angielskim, arabskim, chińskim, czeskim, francuskim, hiszpańskim, japońskim, koreańskim, niemieckim, polskim, portugalskim, rosyjskim, węgierskim, włoskim i innych.

## Środowisko
Statistica udostępnia dwa główne środowiska użytkownika. Pierwsze z nich to typowy dla MS Windows graficzny interfejs użytkownika, podobny do wykorzystywanego m.in. w Microsoft Office. Drugie środowisko to tzw. przestrzenie robocze. Jest ono przeznaczone do wykonywania wieloetapowych projektów eksploracji danych, obejmujących oczyszczenie i przygotowanie danych, stworzenie i ocenę modelu oraz wdrożenie go dla nowych danych. W przestrzeni roboczej źródła, procedury przetwarzania oraz wyniki reprezentowane są przez ikony, a przepływ danych przez łączące je strzałki. Środowisko takie jest typowe dla narzędzi eksploracji danych.